# Remington (Indiana)
Pour les articles homonymes, voir Remington.
Remington est une ville située dans le comté de Jasper dans l'État de l'Indiana, fondée en 1860. Sa population était de 1 185 habitants en 2010.

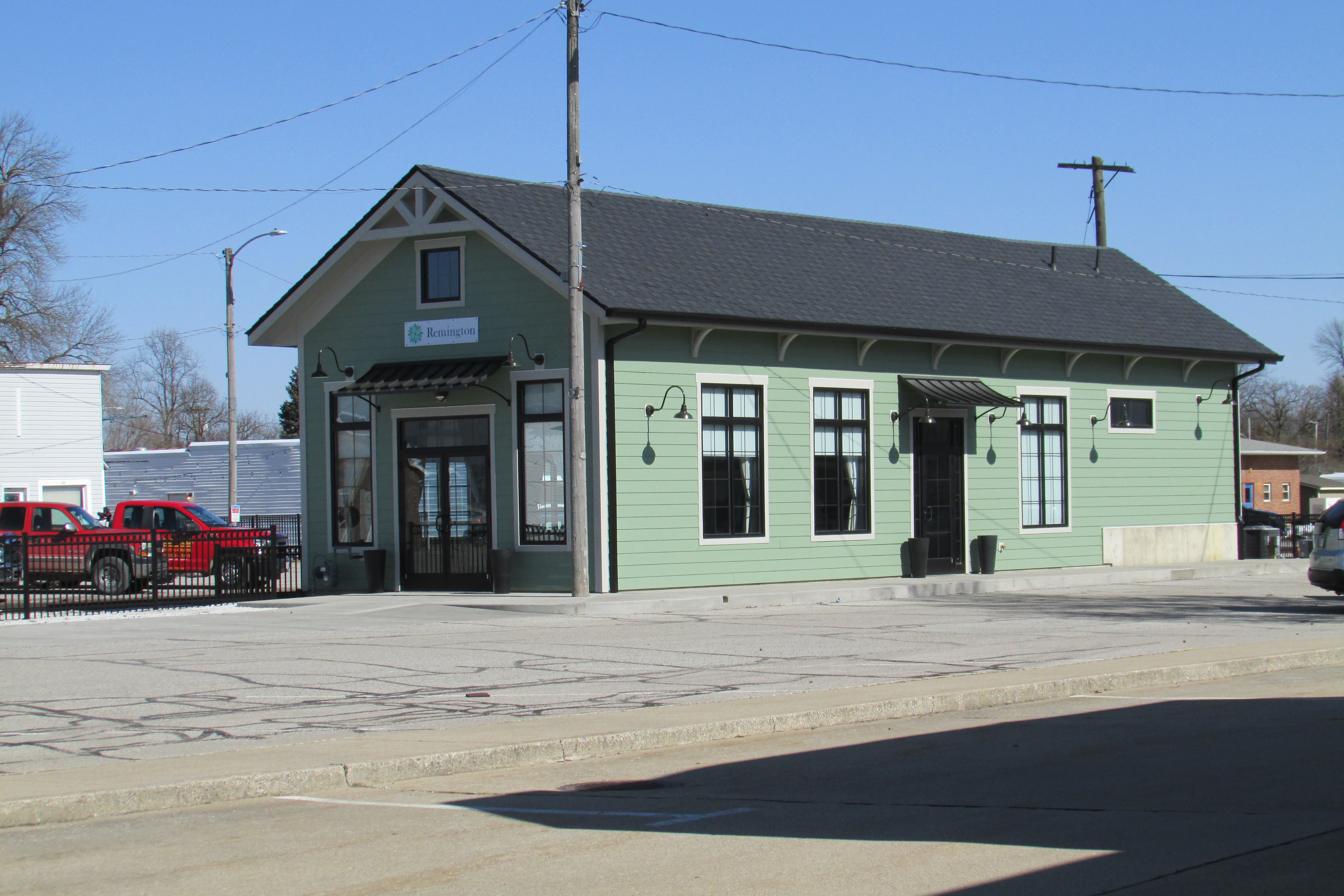
Gare de Panhandle